# 阮維光
阮維光（1906年9月24日—？），越南共和國律師、官員及外交官，曾任越南共和國駐日本及馬來西亞大使，也是該國末任駐法國大使。

## 生平
1906年9月24日，阮維光出生於法屬印度支那檳椥省大田村，是當地富豪、名誉督抚使阮维馨（1874年—1945年）第六子。
1931年畢業於巴黎高等商業研究學院，1933年在巴黎大學取得法律學位，1935-42年任保大帝御前文房司長，1942-45年先後任清化省布政使、寧順道管道和慶和省巡撫。
1945年，阮維光被越盟逮捕，後來越盟任命他管理一家紡織廠。1951年夏，阮維光逃離越盟，重新支持保大陣營。
1952-53年任越南國外交部秘書長，1953年任國長辦公室禮賓處處長，1958年任西貢上訴法院律師，1965-67年任駐日本大使，1967-73年任駐馬來西亞大使，1973-75年任駐法國大使，也是最後一任。

## 榮譽
- 卡內基基金（英语：Carnegie Foundation (Netherlands)）獎章（1931年）[2][3][4][9]
- 黎巴嫩功績勳章（法语：Ordre du Mérite (Liban)）軍官勳位（1939年）[9]
- 尼燦·伊夫蒂哈爾勳章（法语：Nichan Iftikhar）指揮官勳位（1939年）[2][3][4][9]
- 大南龍星軍官勳位[9]
- 柬埔寨王家勳章軍官勳位（1942年）[2][3][4][9]
- 三等保國勳章[2][3][4]
- 一等金慶徽章[2][3][4]
- 四等農業佩星[2][3][4]